# Rinkeby
Rinkeby és un districte (stadstel, en suec) situat a l'àrea urbana de Rinkeby-Kista, a Estocolm, Suècia.
La població de Rinkeby s'estimava en 15,051 habitants el 2007.
Una alta concentració d'immigrants i descendents d'ells caracteritza a la població del districte. 89.1% dels habitants de Rinkeby són descendents d'immigrants en primera o segona generació.
El 2007 el barri es va fusionar amb la ciutat de Kista, per a donar origen a l'àrea urbana Rinkeby - Kista. La unió entre tots dos districtes va formar part de la política governamental sueca coneguda com Million Programme.
El maig de 2013, Rinkeby va ser un dels focus d'uns aldarulls generats després de la mort d'un immigrant portuguès amb deficiències mentals a mans de la policia sueca.
El barri es troba comunicat amb la resta d'Estocolm gràcies a l'Estació Rinkeby del metre d'Estocolm, que va ser inaugurada el 1975.

## Ciutats agermanades
- Guiza, Egipte